# Mazama nemorivaga
La corzuela amazónica (Mazama nemorivaga), también llamada corzuela parda menor,
es una de las especies que integran el género: Mazama, de la familia de los ciervos. Se distribuye en el norte de América del Sur.

## Descripción
Alcanza 48 cm de altura y un peso de 15 kg. Se caracteriza por una coloración uniforme grisácea, mezclada, especialmente en los flancos, con pelos color marrón amarillento. Las orejas son relativamente pequeñas y muy afiladas; el plano nasolabial es grande. Presenta pelos grises en la parte posterior de los muslos.

## Taxonomía
Mazama nemorivaga era considerada una subespecie de Mazama gouazoubira hasta el año 2000, cuando se demostró que es en realidad una especie válida. Posteriormente, en una obra, por error fue vuelta a subordinar a M. gouazoubira; ambas especies son parapátricas.

### Especies similares
Visualmente no es fácilmente distinguible en terreno de Mazama gouazoubira con la que posiblemente en unas pocas áreas es simpátrica. En la mayor parte de su área de distribución convive con la mayor y más abundante Mazama americana. Se diferencia de esta última en que su pelaje es en general gris-perdusco con las partes inferiores más pálidas.

## Distribución y subespecies
Esta especie se subdivide en 2 subespecies:
- Mazama nemorivaga nemorivaga (F. Cuvier, 1817) - Se distribuye en la cuenca amazónica, en Colombia,[6] Venezuela, Guyana, Surinam, Guayana Francesa, este Ecuador,[7] este Perú,[8] norte y centro-norte del Brasil, y posiblemente el norte de Bolivia.[9]
- Mazama nemorivaga permira (Kellogg, 1946) - Habita de manera endémica en la isla San José una de las que componen el archipiélago de las Perlas, en aguas del océano Pacífico de Panamá.[10]

## Costumbres

### Hábitat
El hábitat característico es la selva ecuatorial amazónica. Localmente fue reportada también en bosques caducifolios secos, tropicales y subtropicales, así como en matorrales xéricos, en altitudes de hasta 1500 m s. n. m., aunque estos últimos registros podrían ser en realidad asignables a la especie hermana:  M. gouazoubira.

### Reproducción
Mazama nemorivaga no posee una época específica para reproducirse, por lo que generalmente suele tener lugar durante todo el año, aunque los nacimientos tienden a concentrarse en la estación lluviosa. Como en otras especies del mismo género, los partos son generalmente de una sola cría.

## Conservación
Si bien es cazada al igual que ocurre con otros mamíferos medianos o grandes, las amenazas a su conservación se relacionan a la deforestación, y a las enfermedades transmitidas por el ganado doméstico.  